# Pribumia atrigularis
Espèce
Synonymes
- Uthina atrigularis Simon, 1901
- Pholcus atrigularis (Simon, 1901)

Pribumia atrigularis est une espèce d'araignées aranéomorphes de la famille des Pholcidae.

## Distribution
Cette espèce se rencontre à Singapour, en Malaisie et dans les îles Riau en Indonésie,.

## Description
La femelle holotype mesure 3 mm.
Le mâle étudié par Huber en 2011 mesure 3,9 mm

## Publication originale
- Simon, 1901 : On the Arachnida collected during the Skeat expedition to the Malay Peninsula. Proceedings of the Zoological Society of London, vol. 1901, no 2, p. 45-84 (texte intégral).